# ブロッサムズ
ブロッサムズはイギリス、グレーター・マンチェスター、ストックポートのインディーポップバンド。2013年に結成。
BBCのSound Of 2016では4位にランクイン。 ブロッサムズのセルフタイトルデビューアルバムは2017年のMercury Music Prizeにノミネートされ、同年Brit AwardsのBritish Breakthrough Actにもノミネートされた。

## キャリア

### ブロッサムズ前と結成
メンバー全員同じ病院で生まれ、2マイル以内の範囲で育った。トム・オグデンとジョー・ドノヴァンは2005年、アルトン・タワーズへの修学旅行で出会った。高校時代にはマンチェスターのローカルミュージックシーンのオアシスやザ・ストーン・ローゼズ等のバンドに憧れ、一緒にライブを見に行ったりもした。ブロッサムズのメンバーは同学年ではないが全員同じ学校に通っていたため、ドノヴァンは以前からベーシストのチャーリー・ソルトとは知り合いだった。オグデンは父の影響で15歳から作詞作曲を始める。ソルトは以前The Mutineersのメンバーとして活動していた。
高校卒業後、ドノヴァンとオグデンはアルマ・ロッジ・ホテルにイベントスタッフとして就職し、ケロックもオグデンの紹介により就職。後にブロッサムズとなるバンドのメンバー三人と他バンドで活動をしていたソルトとジョシュ・デューハーストにとって、アルマ・ロッジ・ホテルは彼らの初の会場となった。ソルトとデューハーストはその後ブロッサムズのメンバーたちと交流を重ね、2013年1月にメンバーとしてバンドに加入。2013年4月3日、ブロッサムズはマンチェスター、オールドハム・ストリートのNight and Day Cafeにて初公演を果たす。

### 初期作品
ソルトがバンドに加入してから、彼の祖父が所有する足場工事の素材置き場を無料でリハーサルに使用できるようになった。ブロッサムズデビューアルバムのジャケット写真にも使用されている。バンドの名前の由来はストックポートのブラムホール・レーンとバックストン・ロードの角にあるザ・ブロッサムズというパブからきている。ザ・ブロッサムズでも演奏をしている。
2014年1月にファーストシングル「You Pulled a Gun on Me」をリリースし、1月14日にはMVを公開。MVは60ポンドの費用でセルフプロデュースした。「You Pulled a Gun on Me」はストックポートのEve Recording Studiosでレコーディングされた。2014年春、ブロッサムズはザ・コーラルのジェイムズ・スケリーのレーベルSkeleton Recordsにサインされる。2014年3月から8月は『Bloom』EPの宣伝としてUKツアーを開催。当時16歳の学生だったデューハースト以外のメンバーはまだフルタイムで仕事をしていたため週末のみの公演となった。2014年7月11日、ジェイムスのオープニングアクトとしてキャッスルフィールド・ボウルにて8000人の前で演奏し、バンドとしての転機であったとブロッサムズは語る。2014年8月26日、スケリーがプロデュースを手掛けるファーストシングル「Blow」をリリース。当時まだリハーサル場として使用していた足場工事の素材置き場でMVを撮影した。
2014年秋、ブロッサムズのメンバーたちは仕事を辞め、UKツアーを開催。冬にはジェイムズ・スケリーと「Cut Me and I'll Bleed」をレコーディングし、2015年の1月31日から3月28日に再びUKツアーを開催することを発表。

### 『Charlemagne』とデビューアルバム
2015年の9月、デビューアルバムのレコーディングを開始。10月4日、次のシングルは「Charlemagne」であることを発表し、10月5日にiTunesとSpotifyからリリース。10月30日に『Charlemagne』EPをリリース。「Charlemagne」はBBC Radio 1のトラック・オブ・ザ・デイに選ばれ、SpotifyのSpotlight on 2016リストに入る。12月にはクリスマスLPチャートで1位を獲得。
2016年1月5日『At Most a Kiss』EPを発表し、曲とビデオをリリース。1月22日にデビューアルバムのレコーディングを終えたと発表。
2月23日『At Most a Kiss』EPをリリース。ザ・ストーン・ローゼズのフロントマンであるイアン・ブラウンはブロッサムズのファンとなり、6月15日にエティハド・スタジアムでザ・ストーン・ローゼズのサポートとして過去最大規模の公演を果たす。ブロッサムズのセルフタイトルアルバムは8月5日にリリース。アルバムは好評を得て最初の週でUKアルバムチャートで1位を獲得。NMEの8月号表紙に起用された。秋に開催したアルバムリリースツアーはソールドアウトした。
2017年9月9日、マンチェスター・アリーナで同年5月22日に起きた爆発物事件のチャリティーコンサートに参加。

### 『Cool Like You』
『Cool Like You』はブロッサムズ2枚目のアルバム。2018年4月27日、イギリスにてヴァージンEMIレコードからリリース。ジェイムズ・スケリーとリッチ・ターベイがプロデューサーとして参加。UKアルバムチャートでは4位を獲得し、Official Vinyl Albums Chartでは1位を獲得。 アルバムリリース後、UKツアーを開催しすべての公演がソールドアウトした。夏フェスの出演を終え、12月に再びUKツアーを開催すると発表した。ツアーのチケットは発売開始から数分でソールドアウトした。
2019年6月、Edgeley Park Stadiumでの公演チケットは1時間以内に完売した。

### 『Foolish Loving Spaces』
2020年1月31日に3rdアルバム『Foolish Loving Spaces』をリリースする。アルバムにはシングルの「Your Girlfriend」も収録されている。

## バンドメンバー
- トム・オグデン（リード・ボーカル、ギター、ピアノ、ソングライター）
- チャーリー・ソルト（ベース、アコースティック・ギター、コーラス）
- ジョシュ・デューハースト（リード・ギター、パーカッション）
- ジョー・ドノヴァン（ドラムス）
- マイルス・ケロック（キーボード、シンセサイザー、ピアノ、コーラス）I

## ディスコグラフィ

### スタジオ・アルバム
| タイトル                  | リリース      | チャート順位 | チャート順位 | チャート順位 | チャート順位 | 認定          |
| タイトル                  | リリース      | UK           | IRE          | NL           | SCO          | 認定          |
| ------------------------- | ------------- | ------------ | ------------ | ------------ | ------------ | ------------- |
| 『Blossoms』              | 2016年8月5日  | 1            | 12           | 185          | 1            | - BPI: Gold   |
| 『Cool Like You』         | 2018年4月27日 | 4            | 46           | —            | 4            | - BPI: Silver |
| 『Foolish Loving Spaces』 | 2020年1月31日 | 1            | 67           | —            | 2            | - BPI: Silver |

### EP
| タイトル           | リリース       |
| ------------------ | -------------- |
| 『Bloom』          | 2014年5月12日  |
| 『Blown Rose』     | 2015年10月9日  |
| 『Charlemagne』    | 2015年12月18日 |
| 『At Most a Kiss』 | 2016年2月19日  |

### シングル
| タイトル                                               | 年   | チャート順位 | チャート順位 | チャート順位 | 認定        | アルバム                              |
| タイトル                                               | 年   | UK           | BEL (FL) Tip | SCO          | 認定        | アルバム                              |
| ------------------------------------------------------ | ---- | ------------ | ------------ | ------------ | ----------- | ------------------------------------- |
| 「You Pulled a Gun on Me」                             | 2014 | —            | —            | —            |             | 『Bloom』                             |
| 「Blow」                                               | 2014 | —            | —            | —            |             | 『Blossoms』                          |
| 「Cut Me and I'll Bleed」                              | 2015 | —            | —            | —            |             | 『Blossoms』                          |
| 「Blown Rose」                                         | 2015 | —            | —            | —            |             | 『Blossoms』                          |
| 「Charlemagne」                                        | 2015 | 98           | —            | 38           | - BPI: Gold | 『Blossoms』                          |
| 「At Most a Kiss」                                     | 2016 | —            | —            | —            |             | 『Blossoms』                          |
| 「Getaway」                                            | 2016 | —            | —            | —            |             | 『Blossoms』                          |
| 「My Favourite Room」                                  | 2016 | —            | —            | —            |             | 『Blossoms』                          |
| 「Honey Sweet」                                        | 2016 | —            | —            | —            |             | 『Blossoms』                          |
| 「This Moment"」 (with Chase & Status)                 | 2017 | —            | —            | —            |             | 『Tribe』（Chase & Statusのアルバム） |
| 「I Can't Stand It」                                   | 2018 | 77           | —            | 60           |             | 『Cool Like You』                     |
| 「There's a Reason Why (I Never Returned Your Calls)」 | 2018 | 95           | —            | 81           |             | 『Cool Like You』                     |
| 「How Long Will This Last?」                           | 2018 | —            | —            | —            |             | 『Cool Like You』                     |
| 「Your Girlfriend」                                    | 2019 | 100          | 40           | 59           |             | 『Foolish Loving Spaces』             |
| 「The Keeper」                                         | 2019 | —            | —            | —            |             | 『Foolish Loving Spaces』             |